# Dorian Gray (personaggio)
Dorian Gray è un personaggio letterario creato da Oscar Wilde, che dà il nome al suo romanzo Il ritratto di Dorian Gray, di cui è protagonista e antieroe.
Giovane aristocratico dalla grande bellezza, effettua inavvertitamente un patto col diavolo desiderando che un dipinto che lo ritrae invecchi e abbruttisca al posto suo. Ciò lo porta gradualmente sulla strada della corruzione e della malvagità, finché, dopo molti crimini commessi, sviluppa un'ossessione per il suo quadro, ormai sfigurato dalla maledizione, arrivando a distruggerlo ma causando al tempo stesso senza volerlo la propria morte.
Il personaggio di Dorian Gray, simbolo dell'ipocrisia insita nella società dell'Inghilterra vittoriana, ha riscosso grande successo nella letteratura inglese e mondiale, trascendendo il proprio romanzo e apparendo in numerose opere e riadattamenti successivi.

## Biografia del personaggio
Dorian Gray ha origini nobili: sua madre Margaret Devereaux era figlia dell'influente lord Kelso, e aveva sposato senza il consenso del padre un povero ufficiale dell'esercito. Furioso, lord Kelso aveva fatto in modo di far morire l'ufficiale in un duello programmato, mentre la madre era morta di crepacuore poco dopo. L'ormai orfano Dorian viene quindi cresciuto dal nonno, con cui ha un rapporto freddamente cordiale, usufruendo comunque del suo denaro per condurre una vita privilegiata da giovane aristocratico.
Caduto sotto l'influenza del dandy lord Henry Wotton, il giovane abbraccia quindi uno stile di vita decadente orientato solo alla soddisfazione dei propri desideri, causando grande scandalo nell'alta società britannica. Nello stesso periodo conosce il pittore Basil Hallward, che rimane così colpito dalla bellezza del ragazzo da volerne realizzare un ritratto. Gray posa quindi per l'amico per numerose sessioni, finché il ritratto è pronto, con Hallward che afferma di aver appena realizzato il suo capolavoro, donandolo quindi a Dorian.
Influenzato dalle idee di lord Wotton riguardo la bellezza, Dorian arriva a provare una profonda gelosia per il proprio ritratto, augurandosi che sia esso ad invecchiare al posto suo per poter rimanere eternamente giovane, anche rinunciando alla propria anima affinché ciò avvenga. Nel frattempo, durante una rappresentazione teatrale, Dorian vede recitare l'attrice Sybil Vane, di cui pare innamorarsi perdutamente, ma dopo una prestazione mediocre dell'attrice in presenza di Hallward e Wotton capisce che il suo amore non era per la donna, ma solo per le sue capacità attoriali, di conseguenza ripudiandola e spingendola al suicidio.
Inizialmente in apparenza pentito, Dorian Gray si accorge che dopo le sue azioni il suo ritratto è cambiato, avendo assunto un'aria cinica e malvagia. Capisce così che il suo desiderio è stato esaudito, e procede ad immergersi in una vita peccaminosa e dissoluta. Passano gli anni, e Dorian Gray diventa uno dei personaggi più in vista della società inglese, su cui tuttavia circolano voci assai poco lusinghiere legate al suo spiccato edonismo, mentre fisicamente è sempre identico a com'era da ragazzo. Incontrato per caso l'amico pittore Hallward dopo molto tempo, decide di svelargli il suo segreto e di mostrargli il proprio quadro, ormai deforme e sfigurato da tutti gli eccessi del padrone.
Dopo un furioso litigio Dorian uccide Basil e riesce a sbarazzarsi del suo corpo tramite il conoscente chimico Alan Campbell, che a sua volta si suicida dopo il misfatto. Scampato alla morte per mano di James Vane, fratello della sua amata di un tempo, anche dopo il suo decesso durante una battuta di caccia non riesce più a sentirsi tranquillo, e sviluppa una malsana ossessione per il suo sempre più orribile dipinto. Infine, in uno scatto d'ira, Dorian Gray si lancia contro di esso e lo lacera con un coltello, solo per morire straziato subito dopo: il suo corpo viene infine ritrovato dai servi, mostruoso per tutti i peccati compiuti, mentre il suo ritratto giace intatto davanti al suo cadavere, bellissimo com'era in origine.

## Caratteristiche
Uno dei tratti distintivi di Dorian Gray è la sua grande bellezza fisica, soprattutto del volto, che è anche causa di un'enorme vanità, e di conseguenza della sua rovina. Dapprima un giovane ingenuo e di buon cuore ma facilmente influenzabile, viene irretito dalla filosofia estetica di lord Henry Wotton, che lo rende man mano sempre più cinico e indifferente. Orgoglioso della propria bellezza e temendo che col tempo essa possa svanire, è disposto a tutto pur di conservarla, e compie senza volerlo un patto col diavolo, riservando al proprio dipinto tutta la bruttezza che gli sarebbe potuta derivare dai vizi e dall'invecchiamento. La sua leggerezza nell'agire è evidente anche dal suo primo amore, Sybil Vane: non è infatti innamorato della sua persona, ma solo della sua capacità attoriale, e l'amore svanisce non appena la donna cessa di recitare come a lui gradito.
Inizialmente pare pentito delle proprie cattive azioni, ma saggiando l'impunità derivata dal suo desiderio decide di dedicarsi unicamente ai propri vizi (soprattutto il consumo di oppio e l'edonismo) e in generale al perpetrare il male. Sostanzialmente incapace di provare emozioni, col tempo causa la rovina e la morte di molte delle persone che lo circondano, senza provare alcun rimorso né senso di colpa, ritenendo anzi gli altri responsabili dei danni avvenuti per mano sua. Solo verso l'epilogo del romanzo comincia a temere seriamente la morte, l'unica cosa che la maledizione del suo dipinto non può impedire, ma rimane egualmente incapace di provare empatia e compiere sinceramente buone azioni, venendo animato solo dal proprio egoismo narcisista. Incapace anche di vivere con la stessa indifferenza di lord Wotton, viene man mano reso folle dal peso dei suoi peccati, riversando tutto il proprio odio contro quel quadro che avrebbe dovuto essere la soluzione a tutti i suoi problemi.

## Ispirazione
Dorian Gray, così come gli altri personaggi principali del romanzo Basil Hallward ed Henry Wotton, ha una forte connotazione autobiografica, essendo stato ispirato dal suo stesso creatore. Wilde infatti affermò che, mentre Hallward era come credeva di essere e Wotton come il mondo lo dipingeva, Dorian Gray era ciò che avrebbe voluto essere davvero. Altre ispirazioni per il personaggio paiono essere state il dottor Faust e il contemporaneo dottor Jekyll, il quale fece la sua comparsa solo pochi anni prima di Dorian Gray e riscosse un enorme successo.
Il personaggio eponimo del romanzo rispecchia totalmente la filosofia artistica ed estetica di Wilde, secondo cui l'arte non è morale né immorale, lasciando che sia quindi chi la apprezza (e che quindi viene da essa rappresentato) a trarre proprie conclusioni. Con Dorian Gray e la sua storia Wilde intende mettere a nudo l'ipocrisia dell'epoca vittoriana, per cui l'apparenza contava assai più della sostanza, dimostrando quindi come la moralità del suo tempo fosse assolutamente fallimentare.
Così come il resto del romanzo, anche il personaggio di Dorian Gray finì per ritorcersi contro il suo stesso autore. Durante il processo intentato contro di lui per omosessualità da John Sholto Douglas, IX marchese di Queensberry, padre del suo amante Alfred Douglas, proprio Il ritratto di Dorian Gray (e di conseguenza il suo protagonista) venne presentato come prova per incriminarlo, usando come giustificazione i numerosi episodi scabrosi contenuti nel libro, così come l'attrazione omosessuale implicita di Basil per Dorian e di quest'ultimo per molti dei giovani che avrebbe "rovinato".

## Nella cultura di massa
Il personaggio di Dorian Gray ha riscosso grande successo, apparendo in numerose pellicole e serie televisive, non solo ispirate direttamente al romanzo originario ma anche quasi o del tutto slegate e indipendenti.
Dal comportamento di Dorian Gray è inoltre stata definita la sindrome di Dorian Gray, o "gerascofobia", ovvero la paura dell'invecchiamento e della perdita della bellezza, una variante della dismorfofobia di cui soffrirebbero tra le 2 e 3 persone ogni 100 e che causerebbe depressione, abuso di farmaci e un ricorso ossessivo alla chirurgia estetica. Descritta per la prima volta nel 2000, in molti casi non si limita a riguardare l'aspetto fisico, coinvolgendo anche la psiche di chi ne è affetto al punto da rallentare o fermare anche inconsapevolmente la maturazione emotiva, che rimane quindi bloccata nella fase adolescenziale.

## Apparizioni principali nei media

### Cinema

#### Opere derivate dal romanzo
- Dorian Grays Portræt (1910), regia di Axel Strøm, interpretato da Valdemar Psilander (prima pellicola basata sul romanzo di Wilde)
- Il ritratto di Dorian Gray (The Picture of Dorian Gray, 1945), regia di Albert Lewin, interpretato da Hurd Hatfield
- Il dio chiamato Dorian (Das Bildnis des Dorian Gray, 1974), regia di Massimo Dallamano, interpretato da Helmut Berger
- Dorian Gray (2009), regia di Oliver Parker, interpretato da Ben Barnes

#### Opere indipendenti
- La leggenda degli uomini straordinari (The League of Extraordinary Gentlemen, 2004), regia di Stephen Norrington, interpretato da Stuart Townsend

### Televisione
- Play of the Month, episodio The Picture of Dorian Gray (1976), regia di John Gorrie, interpretato da Peter Firth
- Penny Dreadful (2014-2016), stagioni 1-3, interpretato da Reeve Carney